# Moulin Soete
Le moulin Soete est un moulin à vent situé sur la commune belge de Comines-Warneton, dans la province du Hainaut. 

## Présentation
Il se situe le long de la RN58.
Il est constitué d’un pivot central et de trois étages. Avec 16,50 m de haut et 25,60 m d’envergure, c'est l'un des plus grands moulins à vent en Europe. Sa masse est d'environ 60 tonnes.

## Histoire
Construit à Messines puis déplacé à Ten-Brielen dès 1850, il permet de communiquer grâce à ses ailes des messages vers les villes voisines. Il est détruit lors de la Première Guerre mondiale en 1914 par les Allemands,.
Dominique Soete entame la reconstruction en important des morceaux des moulins de Flers, une ville française, et de Comines France. La famille Soete prend en charge le moulin pendant 46 ans, puis la ville de Comines-Warneton décide d’en faire l’acquisition. Elle le rachète donc au dernier meunier Jean-Baptiste Soete. Ce dernier est né au moulin en novembre 1897 et y passe toute sa vie. Il participe notamment à sa reconstruction avec son père Dominique.
Pour garder le moulin en état, il faut débourser beaucoup d’argent. La ville n’a comme unique solution de le vendre et la ville de Bruges propose de le racheter. Ayant donné le plus haut prix, elle se considère comme le propriétaire du moulin et commence à le démonter pour le déplacer. Mais la ville de Comines-Warneton n’est pas d’accord. Les deux villes se retrouvent devant un tribunal qui donne raison à Comines-Warneton. Celle-ci garde donc son moulin.
Mais le moulin se dégrade de plus en plus. Comines-Warneton le donne gratuitement au ministère de la Communauté française dès 1975 afin que celui-ci lui redonne un coup de jeune.En 1981, le moulin est déplacé le long de la RN58, sur un terrain appartenant à l’Etat, lieu où il se trouve actuellement, afin que les travaux soient plus aisément réalisés. Les travaux prennent fin en 1987 et le moulin est inauguré. 
Durant la nuit du 15 au 16 mai 1997, il est l'objet d'un incendie volontaire qui le détruit entièrement et le réduit en cendres. Les habitants sont sous le choc. Mais le conseil communal décide de le rebâtir et, en 1999, deux personnes sont choisies pour entreprendre les travaux : Jean Bruggeman, spécialiste des moulins et Joseph Demuysère, architecte de Comines-Warneton. Le moulin est reconstruit à l’identique, et le premier élément de ce nouveau moulin est posé en 2001. 

## Architecture
Le moulin est constitué d’une base et de 3 étages:
- La base : Cette pièce sert de logement pour le meunier et d’entrepôt pour les sacs. Actuellement, c’est à cet endroit que la visite du moulin commence[12].
- 1er étage : C’est le grenier à grains. C’est au premier étage que le tarare (= appareil pour nettoyer les grains après le battage) est fait. Un moteur diesel se trouve dans l’ancien moulin, avant que celui-ci ne prenne feu. Il sert à moudre les grains lorsque le temps n’est pas favorable[13].
- 2e étage: Il y a un blutoir. Celui-ci isole la farine du gruau et du son. Il y a également un concasseur d’avoine, une bascule et un régulateur à boule. Ce dernier aide à régler l’écartement des pierres des meules[14].
- 3e étage : C’est l’étage de la meunerie. C’est à cet étage que l’on trouve les meules, qui transforment les grains en farine, et les ailes. Les ailes font tourner le grand axe et celui-ci actionne les deux rouets et les deux pierres de meules. Les ailes sont bloquées grâce au frein situé sur le rouet placé à l’avant[15].